# Boten Anna
"Boten Anna" ("Anna, o bot") é uma canção pelo músico de dança Sueco Basshunter, que aparece no seu segundo álbum LOL. Devido à canção, Basshunter tornou-se num artista de renome na sua Suécia nativa, assim como na Finlândia, Dinamarca, Islândia, Noruega, Polónia e nos Países Baixos depois do lançamento do single em 2006. A canção subiu até ao topo das tabelas musicais e, no dia 3 de Maio em 2006 foi nomeada a canção Russ desse ano na Noruega. Também foi a canção mais popular na The Gathering demo party 2006.
Um bot chamado Anna reside ocasionalmente no canal IRC channel #BassHunter.se em Quakenet, contudo devido à popularidade da canção, o canal, e #Anna, foram enchidos com bots.

## Letra Sueca
A letra Sueca da canção Boten Anna conta a história de uma utilizadora de IRC que é confundida por um bot pelo vocalista, que mais tarde descobre a verdade. Contudo, ele afirma que na mente dele ela vai ser sempre um bot. A canção é baseada numa experência que aconteceu a Jonas Erik Altberg (Basshunter), que ele explicou numa entrevista com o site Finlandês Stara.fi. O seu amigo disse que ele ía criar um bot com capacidades administrativas para manter a ordem no canal #BassHunter.se. Quando isto aconteceu, Jonas iu uma nova utilizadora chamada Anna com capacidades administrativas entrar no canal, e pensou que era o bot. Meses mais tarde, descobriu que Anna não era um bot, mas sim a namorada do seu amigo; disse que o embarasso o inspirou a escrever a canção.
Apesar do tema estranho das letras, a canção foi bem recebida, apesar da palavra bot ser confundida frequentemente com båt, que quer dizer barco (bot é normalmente pronunciado como  båt no dialecto falado por Altberg), e o canal de IRC ser confundido por um canal de água. O video da canção brinca com estes significados, mostrando Basshunter a andar num barco a pedais, que tem um "A" pintado, num canal.

## Outras versões
No Dutch Top 40 nos Países Baixos, uma paródia da canção chegou ao n.º6 nas semanas 38 e 39 de 2006. Também é chamada "Boten Anna" e é pelos De Gebroeders Ko, que também fizeram outras versões holandesas de canções conhecidas como "Dragostea din Tei". Apesar de saberem que a canção original não era sobre um barco, eles traduziram-na como se fosse (um barco chamado Anna). "Boten" é o plural de "barco" em Holendês. Em Novembro, outra paródia apareceu, de novo pelos De Gebroeders Ko, e entrou no Dutch Top 40. 
Na semana 47, a canção chamada "Sinterklaas Boot (Boten Anna)" entrou também no Dutch Top 40 e chegou ao n.º 7. Esta versão de "Boten Anna" é sobre o barco de Sinterklaas. Uma banda Israelita chamada Chovevei Tzion (חובבי ציון) parodiou "Boten Anna" com o seu single popular "Rotze Banot" (רוצה בנות, qu significa "Eu Quero Moças"), que por sua vez foi também parodiado. 
O grupo Polaco Cliver fez uma versão chamada "Za oknem deszcz" (Atrás da janela está a chuva). 
Uma versão Alemã foi lançada por Kid Bob, intitulada 'Die Dicke Anna' (A Gorda Anna). A letra desta versão fala de uma moça gorda sentada num barco.
Na Dinamarca, a canção original foi transformada numa paródia. A canção foi chamada "Hoen Anna", que significa "Anna a prostituta". As palavras suecas são mal-entendidas e dessa maneira tornam-se dinamarquesas.

### "Now You're Gone"
Uma versão Inglesa de "Boten Anna" chamada "Now You're Gone", cantada por Sebastian Westwood com uma história diferente da original, pelo Bazzheadz do DJ Mental Theo, tornou-se na música que acompanha um vídeo feito por Basshunter com o mesmo título em Novembro de 2007. O video e a canção alcançaram sucesso global e tornou-se no disco mais pedido nas estações balneária da Europa em 2008.

## Formatos e faixas
Maxi Single (29 de Maio de 2006)
1. "Boten Anna" [Radio Edit] - 3:29
2. "Boten Anna" [Club Remix] - 5:26

CD Single (4 de Setembro de 2006)
1. "Boten Anna" [Radio Edit] - 3:29
2. "Boten Anna" [Club Remix] - 5:26
3. "Boten Anna" [DJ Micro Spankin Club Remix] - 5:30
4. "Boten Anna" [Backslash Fluffy Style Remix] - 4:40
5. "Boten Anna" [SkillsToPayTheBills Remix] - 4:34
6. "Boten Anna" [Instrumental] - 3:20

## Posições nas tabelas musicais

### Tabelas semanais
| Tabela musical (2006) | Melhor posição |
| --------------------- | -------------- |
| Dutch Top 40          | 1              |
| Finnish Top 20        | 4              |
| Norwegian Top 20      | 3              |
| Swedish Top 60        | 1              |
| Austria Top 40        | 4              |
| PA Top 25             | 2              |
| German 100            | 5              |
| Czech IFPI Chart      | 17             |

### Svensktoppen
No dia 9 de Julho em 2006, "Boten Anna" foi testada para o Svensktoppen, onde a posição mais alta que conseguiu alcançar foi a 4ª.